# Église Saint-Jean-Baptiste du Barroux
L'église Saint-Jean-Baptiste du Barroux est une église bâtie au XIVe siècle.

## Histoire
L'église fait l’objet d’une inscription au titre des monuments historiques depuis le 29 novembre 1976.

## Construction
L'une des caractéristiques de cette église, de style roman, est son clocher, de base carrée, sur lequel est adossé un escalier d'accès au Campanile du XVIe siècle.